# Бронштейн, Срул Моисеевич
Срул Моисеевич Бронште́йн (идиш סרול בראָנשטײן‎‎; 1914, Штефанешты, жудец Ботошани, Королевство Румыния — 1943, Ташкент) — еврейский поэт. Писал на идише.

## Биография
Срул Бронштейн родился в молдавском городке Штефанешты в семье пекаря. Учился в хедере, сам был подмастерьем у пекаря. 
С юношеских лет болел туберкулёзом и часто лечился в санаториях; работал на текстильных фабриках. В 1930-е годы жил в Бухаресте, где дебютировал стихами в еврейской периодике и входил в группу молодых бессарабских литераторов — Арн Окницер, Ихил Шрайбман, Эршл Цельман, Зише Багиш (редактор — вместе с румынским поэтом Ури Бенадором — журнала «Индзл», Остров), Азриэл Ройтман и др., объединившихся вокруг издаваемого Я. Штернбергом журнала «Шойбм» (Окна). Там же в 1938 году вышел первый поэтический сборник Бронштейна «Молдовэ, Майн һэйм» (Молдова, мой дом; стихотворения и поэмы), a через год — другой поэтический сборник «Х’hоб геэфнт брэйт ди тойэрн» (Я раскрыл широко ворота).
В бухарестской литературной периодике опубликовал несколько крупных стихотворных циклов: «Шпитол—лидэр» (Больничные стихи), «Фабрик—лидэр» (Фабричные стихи), «Тфисэ-лидэр» (Тюремные стихи), балладу «Малкуцэ дэр гаснфройс фарвэйнт hарц» (Заплаканное сердце уличной Малкуцы), поэму «Банахтике асфальт—лэйгэр» (Ночные укладчики асфальта).
Поэтика Бронштейна, несмотря на его провинциальное происхождение, отличается нарочитой урбанистичностью, с присущей модернистской поэзии того времени тематикой аномии, одиночества, неустроенности:
כ'שלעפּ אַרום אַ זאַק מיט בײנער
.אױף די גאַסן צו פֿאַרקױפֿן
,קײנער אָבער װיל בײַ מיר די סחורה קױפֿן
.קײנער
פּאַרדאָן, כ'האָב יאָ אַ קונה אױף איר געטראָפֿן
,דאַרף ער אָבער בײנער האָבן אמתדיקע טױטע
...ניט װי מײַנע, לעבעדיקע און באַהױטע
Х’шлэп арум а зак мит бэйнэр
Аф ди гасн цу фаркойфн.
Кейнэр обэр вил ба мир ди схойрэ койфн,
Кейнэр.
Пардон, х’hоб йо а койнэ аф ир гэтрофн.
Дарф эр обэр бэйнэр hобм эмэсдикэ тойтэ,
Нит ви майнэ, лэбэдикэ ун баhойтэ…
Мешок костей по улицам таскаю я в пальто:
Продам и получу с него навар.
Да вот купить никто не хочет мой товар,
Никто.
Пардон. Нашёл себе клиента вроде.
Купит кости он на пару сотен,
Только мёртвые, а не живые и во плоти…
(Перевод Рудольфа Ольшевского, 2003)
В 1940 году, после присоединения Бессарабии к СССР, поселился на родине жены Розы в Кишинёве, продолжал много писать. Во время Великой Отечественной войны — в действующей армии, в 1942 году — ранен (сквозное лёгочное ранение). Умер зимой 1943 года от осложнений, связанных с полученным ранением, в военном госпитале в Ташкенте.

## Книги
- מאָלדאָװע, מײַן הײם (С. Бронштейн, Молдовэ, майн hэйм: лидэр ун поэмэн — Молдова, мой дом: стихотворения и поэмы). С илл. А. Лебаса. Бухарест, 1938.[3]
- כ'האָב געעפֿנט ברײט די טױערן (С. Бронштейн, х’hоб геэфнт брэйт ди тойэрн — я раскрыл широко врата). Бухарест, 1939.